# Мацафорно (Палермо)
Мацафорно је насеље у Италији у округу Палермо, региону Сицилија.
Према процени из 2011. у насељу је живело 128 становника. Насеље се налази на надморској висини од 38 м.